# شاباکتی
شاباکتی (به قزاقی: Шабақты) یک رود در قزاقستان است که در استان جامبیل واقع شده‌است.